# Niskogłów pierzastostopy
Niskogłów pierzastostopy (Tapinauchenius plumipes) – gatunek pająka z infrarzędu ptaszników i rodziny ptasznikowatych. Zamieszkuje północną Amerykę Południową.

## Taksonomia
Gatunek ten opisany został po raz pierwszy w 1842 roku przez Carla Ludwiga Kocha pod nazwą Mygale plumipes. W 1871 roku Anton Ausserer umieścił go w nowym rodzaju Tapinauchenius jako jedynego, stąd stanowi on jego gatunek typowy. W 1930 roku Cândido Firmino de Mello-Leitão opisał gatunek Ephebopus violaceus, a w 1954 roku Ludovico di Caporiacco opisał Tapinauchenius gigas. W 2022 roku Yeimy Cifuentes i Rogéiro Bertani dokonali rewizji rodzaju, synonimizując je z jego gatunkiem typowym.

## Morfologia
Samice osiągają do około 6 cm, a samce do około 3,5 cm długości ciała, natomiast rozpiętość odnóży u obu płci jest podobna i dochodzić może do około 10 cm. Ubarwienie jest zmienne. U formy typowej ciało jest ciemnoszare z ciemnooliwkowym połyskiem na karapaksie, brązowawym odcieniu na opistosomie (odwłoku) i czerwonawym owłosieniu. U formy opisywanej jako T. violaceus ciało jest ciemnofioletowe z ciemnozielonym połyskiem na karapaksie i rudym owłosieniem. Z kolei forma opisywana jako T. gigas cechuje się szarym ubarwieniem z obfitym, pomarańczowym lub czerwonym owłosieniem odnóży i opistosomy. Kolorystyka dorosłych samców jest bardziej stonowana niż samic, zwykle beżowa. Poza tym ubarwienie zmienia się w ciągu rozwoju osobniczego.
Karapaks jest nieco dłuższy niż szerszy, o lekko wyniesionej części głowowej i głębokich, prostych jamkach. Oczy pary przednio-środkowej leżą na tej samej wysokości co pary przednio-bocznej, a pary tylno-bocznej bardziej z przodu niż pary tylno-środkowej. Nadustek nie występuje. Szczękoczułki mają na przednich krawędziach rowków od 9 do 10 ząbków. Kolejność par odnóży od najdłuższej do najkrótszej u samca to: I, IV, II, III, natomiast u samicy czwarta para jest równie długa jak pierwsza. Stopy wszystkich par odnóży mają pełne skopule, natomiast skopule na nadstopiach są pełne w przypadku dwóch pierwszych par, w przypadku ostatniej pary zajmują odsiebną ćwiartkę, a w przypadku przedostatniej pary odsiebne ⅔ u samca i odsiebną ½ u samicy. 
Samce mają na goleniach pierwszej pary odnóży apofizy (haki) goleniowe złożone z dwóch gałęzi, z których przednio-boczna jest mniejsza i zaopatrzona w kolec na boku, a tylno-boczna większa i zaopatrzona w kolec na wierzchołku; za gałęzią tylno-boczną leży wyraźny, trójkątny guzek. Nogogłaszczki samca mają prawie trójkątne cymbium zbudowane z dwóch niemal równych rozmiarów płatów. Kulisty bulbus ma małe subtegulum i guzek na przednio-bocznej powierzchni tegulum. Ponad czterokrotnie dłuższy od tegulum embolus jest w dosiebnej części prosty, a w odsiebnej zakrzywiający się delikatnie i ku zakrzywionemu szczytowi gwałtownie zwężony.
Genitalia samicy mają dwie całkowicie odseparowane, długie, trójkątne spermateki z częściami nasadowymi szerszymi od środkowych, każda z małym, dobrze zesklerotyzowanym, zaokrąglonym płatem wierzchołkowym.

## Ekologia i występowanie
Gatunek neotropikalny, rozmieszczony w północno-wschodniej części Ameryki Południowej, podawany z Gujany, Surinamu, Gujany Francuskiej i brazylijskich stanów Pará i Amazonas. Zasiedla wilgotne lasy równikowe. Jest ptasznikiem nadrzewnym.

## Hodowla
Dorosły osobnik wymaga pionowego terrarium o wymiarach 20×20×35 cm z elementem wystroju ułatwiającym konstrukcję gniazda. Zaleca się temperaturę 25–27°C w dzień i kilka stopni niższą w nocy oraz wilgotność około 80%. Preferowane jest karmienie owadami ruchliwymi. Samica produkuje kokon jajowy w okresie od 1,5 do 5 miesięcy po kopulacji. Znajduje się w nim zwykle od 80 do 200 jaj. Młode opuszczają kokon zwykle po 5 tygodniach. Ptasznik jest stosunkowo słabo jadowity i nieagresywny, jednak ze względu na szybkość i skoczność nie jest zalecany dla początkujących.